# قره‌داش پرچیک
۳۵°۳۱′۵۸″شمالی ۴۹°۲۸′۳۰″شرقی / ۳۵٫۵۳۲۸°شمالی ۴۹٫۴۷۴۹°شرقی
قره‌داش پرچیک، روستایی از توابع بخش آبگرم شهرستان آوج در استان قزوین ایران است.

این روستا به دلیل میزان بارندگی مناسب آب و هوای خنک و زمستانی،[۳۲۰میل] یکی از روستاهای حاصلخیز به حساب می‌آید.
قره داش با محصولاتی همچون گندم وجو، نخود، گردو، بادام، سیب، آلو بخارا، آلوی سیاه، انگور، و داروهای گیاهی و عسل طبیعی کوهستان میزبان گردشگران و مسافران می‌باشد.

## جمعیت
این روستا در دهستان خرقان شرقی قرار دارد و براساس سرشماری مرکز آمار ایران در سال ۱۳۹۵، جمعیت آن۵۰۰نفر (۱۲۵خانوار) بوده‌است.